# Green Light (Breaking Bad)
"Green Light" es el cuarto episodio de la tercera temporada de la serie de televisión estadounidense Breaking Bad, y el vigesimocuarto episodio global de la serie. Escrito por Sam Catlin y dirigido por Scott Winant, fue emitido en Estados Unidos y Canadá por la cadena televisiva AMC el 11 de abril de 2010.

## Trama
Jesse le entrega metanfetaminas a una cajera, a cambio de gasolina. Entretanto, Walt arma una escena de celos en el lugar de trabajo de Skyler mientras confronta a Ted, y es expulsado del edificio por personal de seguridad. Inmediatamente después, Mike se lleva a Walt hasta la oficina de Saul, quien intenta convencerlo para que continúe produciendo metanfetamina, pero Walt rechaza la oferta y pierde la ayuda de Saul en el lavado de dinero. Walt después intenta seducir a la atractiva vicedirectora de la escuela, Carmen Molina (Carmen Serano), tratando de besarla en su oficina. Ella lo rechaza y lo suspende de sus funciones de forma indefinida. Jesse logra alcanzar a Walt, ya que produjo una nueva tanda de metanfetamina por sí solo. Walt subestima el producto de Jesse como "de baja calidad", y éste resuelve vender él mismo su producto a Gus, quien a regañadientes acepta comprarlo, anticipando que el orgullo y la necesidad financiera de Walt pueden convencerlo de aceptar su proposición de negocios. Jesse sólo recibe la mitad del pago, mientras la segunda mitad es entregada a Walt. Entretanto, Skyler continúa su aventura con Ted, y Hank aborta su viaje a El Paso para perseguir una nueva pista en una estación de gasolina.

## Producción
El episodio fue escrito por Sam Catlin y dirigido por Scott Winant, siendo uno de los dos episodios (junto con "Crawl Space") que Winant dirigió en la serie. Fue emitido en Estados Unidos y Canadá por la cadena televisiva AMC el 11 de abril de 2010.

## Recepción
Noel Murray de The A.V. Club dio al episodio episodio una B y alabó la capacidad del episodio para mantener el estándar de la serie al equilibrar "acción e inacción." Especialmente alaba la representación de las luchas internas de Hank en la historia, notando que "es acerca de cómo alguien intenta seguir siendo quien es, fuera de su zona de comodidad."
Seth Amitin de IGN dio al episodio un 8/10, lamentando que "no es agradable ver dos horribles fusiones de reactores" y sugiriendo que la serie ha continuado su disminución en calidad desde el final de la segunda temporada.
En 2019 The Ringer situó a "Green Light" en el puesto 56 de los 62 episodios totales de Breaking Bad.

### Audiencia
La emisión original del episodio fue vista por 1.46 millones de espectadores, lo cual fue un incremento respecto a los 1.33 millones del episodio anterior, "I.F.T.".